# Новоалександровка (Бузулукский район)
Новоалександровка — село в Бузулукском районе Оренбургской области России. Административный центр Новоалександровского сельсовета.

## География
Село находится в западной части Оренбургской области, в пределах возвышенности Общий Сырт, в степной зоне, на левом берегу реки Бузулук, при автотрассе М5, к югу от города Бузулука. Абсолютная высота — 73 метра над уровнем моря.
Климат
Климат характеризуется как резко континентальный с морозной суровой зимой и жарким сухим летом. Среднегодовая температура составляет 4 °C. Средняя температура воздуха самого тёплого месяца (июля) — 21,9 °C; самого холодного (января) — −14,8 °C (абсолютный минимум — −43 °C). Безморозный период длится в течение 142 дней в году. Среднегодовое количество атмосферных осадков составляет 393 мм.
Часовой пояс
Село Новоалександровка, как и вся Оренбургская область, находится в часовой зоне МСК+2. Смещение применяемого времени относительно UTC составляет +5:00.

## История
Основано в начале XVIII века. Первоначально называлось Казачий хутор или форпост Бузулукской крепости, позднее получило название «Царская Александровка» в честь императора Александра I, проезжавшего через село в 1824 году. После Революции 1917 года слово «Царская» в названии было заменено словом «Новая». В советское время действовал колхоз им. Ильича.

## Население
| 2003 | 2010  |
| ---- | ----- |
| 1391 | ↗1675 |

Гендерный состав
По данным Всероссийской переписи населения 2010 года в гендерной структуре населения мужчины составляли 48,3 %, женщины — соответственно 51,7 %.
Национальный состав
Согласно результатам переписи 2002 года, в национальной структуре населения русские составляли 85 % из 1449 чел.